# Салуа
Салуа (самоан. Salua) — одна из четырёх деревнь острова Маноно, Самоа. Деревня расположена на северо-востоке острова. Входит в административный и избирательный округ Аига-и-ле-Таи. 
Электричество в деревне появилось лишь в 1995. В населённом пункте очень много фале- баров и магазинов. В Салуа, как и на всём острове, не пользуются автомобилями, предпочитая пешие прогулки, верховую и велосипедную езду. 

## География
Расположена на северо-восточной части Маноно, к югу находится деревня Фалеу, а к западу — деревня Апай.

## Население
По данным переписи населения 2006 года, население составляет 201 человек, что делает Салуа вторыс по численности населённым пунктом острова. 
Бо́льшая часть населения округа проживает на западном побережье Уполу, меньшая часть — на островах Маноно, Аполима, а также Нуулопа, который считается необитаемым. 
| Год  | Население | Мужчины | Женщины |
| ---- | --------- | ------- | ------- |
| 2006 | 201       | ?       | ?       |
| 2011 | 197       | 103     | 94      |